# جانفرانچسکو لاتسوتی
جانفرانچسکو لاتسوتی (ایتالیایی: Gianfrancesco Lazotti؛ زادهٔ ۲ مارس ۱۹۵۷) کارگردان فیلم، و فیلم‌نامه‌نویس اهل ایتالیا است.
از فیلم‌ها یا مجموعه‌های تلویزیونی که وی در آن‌ها نقش داشته است، می‌توان به سرانجام، منزل و حق مشاوره اشاره نمود.